# Jeanine Rueff
Pour les personnalités de même nom de famille, voir Rueff.
Jeanine Rueff, née à Paris le 5 février 1922, et décédée le 13 septembre 1999 à Menton, est une compositrice et pédagogue française.

## Biographie
Jeanine Rueff a travaillé avec Henri Büsser, Tony Aubin, Henri Challan, Jean et Noël Gallon au Conservatoire de Paris, où elle obtient un 1er Prix d'harmonie, de contrepoint, de fugue et de composition. En 1945, son Quintette avec piano est récompensé par le Prix Favareille-Chailley-Richez, et en 1948, elle obtient le Second Grand prix de Rome, derrière Odette Gartenlaub. À partir de 1950, Rueff est assistante dans la classe de saxophone de Marcel Mule, et dans la classe de clarinette d'Ulysse Delécluse. Elle enseigne le solfège au conservatoire à partir de 1959, et est professeur d'harmonie à partir de 1970. Alain Jacquon, Loïc Mallié, Géry Moutier, Jean-François Zygel comptent parmi ses élèves. À partir de 1974, elle enseigne l'harmonie à l'UER d'éducation musicale et de musicologie de l'Université de Paris-La Sorbonne. Son élève le plus connu est le musicien Jean-Michel Jarre.

## Œuvres principales
- Andante et finale, pour quatuor à cordes (1944)
- 2 Pièces brèves, pour quatuor de trombones (1946)
- Divertissement, pour septuor
- La femme d'Énée, opéra de chambre (1954)
- Thrène et danse, pour ondes Martenot et piano (1956)
- Concertstück, pour saxhorn basse ou tuba ou trombone basse et piano (1960)
- Prélude et toccata, pour clavecin (1965)
- Sonate, pour saxophone solo (1968)
- Variazioni, pour clarinette et piano (1976)
- Quintette avec piano
- Concerto pour violoncelle
- Sonata di camera, pour ensemble instrumental
- Concertino, pour clarinette et orchestre
- Concertino, pour saxophone et orchestre
- 3 pour 2, duo pour saxophone baryton et piano

## Récompenses
- Prix Favareille-Chailley-Richez en 1945
- 1er Second Grand Prix de Rome en 1948

## Sources
- M. Honegger, Dictionnaire de la Musique. Les hommes et leurs œuvres, vol.2, p. 1085, éd. Bordas, 1986